# Keramičko inženjerstvo
Keramičko inženjerstvo je nauka i tehnologija stvaranja predmeta od neorganskih, nemetalnih materijala. To se postiže dejstvom toplote, ili na nižim temperaturama korišćenjem reakcije precipitacije iz hemijskih rastvora visoke čistoće. Ovaj termin obuhvata pročišćavanje sirovina, proučavanje i proizvodnju odgovarajućih hemijskih jedinjenja, njihovo oblikovanje u komponente i proučavanje njihove strukture, sastava i svojstava.
Keramički materijali mogu imati kristalnu ili delimično kristalnu strukturu, sa dugometnim redosledom u atomskoj skali. Staklena keramika može imati amorfnu ili staklastu strukturu, sa ograničenom ili kratkometnom atomskom uređenosti. Ona se formira iz rastopljene mase koja je očvrsnuta hlađenjem, formirana i sazrela dejstvom toplote, ili se hemijski sintetišu na niskim temperaturama, na primer koristeći hidrotermalnu ili sol-gel sintezu.
Poseban karakter keramičkih materijala omogućava mnoge primene u inženjerstvu materijala, elektrotehnici, hemijskom i mašinskom inženjerstvu. Kako je keramika otporna na toplotu, ona se može koristiti za mnoge zadatke za koje materijali poput metala i polimera nisu pogodni. Keramički materijali se koriste u širokom opsegu industrije, uključujući rudarstvo, vazduhoplovstvo, medicinu, rafinerije, prehrambenu i hemijsku industriju, nauku o pakovanju, elektroniku, industrijsku i prenosnu električnu energiju i vođeni prenos svetlosnih talasa.

## Istorija
Reč „keramika” potiče od grčke reči κεραμικός (keramikos) što znači grnčarstvo. Povezana je sa starijim korenom indoevropskog jezika „goreti”. „Keramika” se može koristiti kao imenica u jednini za označavanje keramičkog materijala ili proizvoda keramičke izrade, ili kao pridev. Množina „keramike” se može koristiti za označavanje izrade stvari od keramičkih materijala. Keramičko inženjerstvo, poput mnogih nauka, evoluiralo je iz drugačije discipline po današnjim standardima. Inženjerstvo nauke o materijalima se grupiše sa keramičkim inženjerstvom do današnjeg dana.
Abraham Darbi je prvi je koristio koks 1709. godine u Šropširu u Engleskoj da bi poboljšao prinos postupka topljenja. Koks se danas široko koristi za proizvodnju karbidne keramike. Grnčar Džosaja Vedžvud otvorio je prvu modernu fabriku keramike u gradu Stouk na Trentu, u Engleskoj, 1759. godine. Austrijski hemičar Karl Jozef Bajer, koji je radio u tekstilnoj industriji u Rusiji, razvio je proces odvajanja alumine iz boksitne rude 1888. godine. Bajerov postupak i dalje se koristi za pročišćavanje alumine za keramičku i aluminijumsku industriju. Braća Pjer i Žak Kiri otkrili su piezoelektričnost u Rošelovoj soli oko 1880. godine. Piezoelektričnost je jedno od ključnih svojstava elektrokeramike.
E. G. Ačeson je 1893. zagrejao mešavinu koksa i gline i izumeo karborundum, odnosno sintetični silicijum karbid. Anri Moasan je takođe sintetisao SiC i volfram karbid u svojoj elektrolučnoj peći u Parizu otprilike u isto vreme kada je Ačeson. Karl Šreter je koristio sinterovanje u tečnoj fazi da bi vezao ili „cementirao” Moasanove volfram karbidne čestice sa kobaltom 1923. godine u Nemačkoj. Tvrdim metalom cementirane ivice od karbida uveliko povećavaju trajnost očvrslog čeličnog alata za rezanje. Valter Nernst je razvijao kubno stabilizovani cirkonijum tokom 1920-ih u Berlinu. Ovaj materijal se koristi kao kiseonični senzor u izduvnim sistemima. Glavno ograničenje upotrebe keramike u inženjerstvu je krkost.

## Teorija hemijske obrade

### Mikrostrukturna uniformnost
Pri obradi fine keramike, neregularne veličine čestica i oblici u tipičnom prahu često dovode do nejednakih morfologija pakovanja što rezultira promenom gustine pakovanja u kompaktiranom prahu. Nekontrolirana aglomeracija praha zbog atraktivnih van der Valsovih sila takođe može da stvori mikrostrukturne nehomogenosti.
Diferencijalni naponi koji nastaju kao rezultat neravnomernog skupljanja tokom sušenja direktno su povezani sa brzinom kojom se rastvarač može ukloniti i stoga zavise od distribucije poroznosti. Takvi naponi su povezani sa prelaskom iz plastičnog u krhko stanje u konsolidovanim telima i mogu dovesti do širenja pukotina u nerastopljenom telu, ako se ne otklone.
Pored toga, bilo kakve fluktuacije u gustini pakovanja u kompaktima dok se pripremaju za peć često se pojačavaju tokom procesa sinterovanja, što rezultira nehomogenim zgušnjavanjem. Pokazano je da neke pore, i drugi strukturni defekti povezani sa varijacijama gustine, imaju štetnu ulogu u procesu sinterovanja tako što rastu i na taj način ograničavaju gustinu krajnjih tačaka. Za diferencijalne napone koji nastaju pri nehomogenom zgušnjavanju takođe je pokazano da rezultiraju u širenju unutrašnjih pukotina, tako da postaju nedostaci koji ograničavaju jačinu.
Stoga je poželjno da se materijal obrađuje na takav način da je fizički ujednačen u pogledu raspodele komponenati i poroznosti, pre nego da se koristi raspodela veličina čestica koje će maksimizirati gustinu. Sadržaj ravnomerno dispergovanog sklopa čestica koje imaju snažne interakcije u suspenziji zahteva potpunu kontrolu nad interakcijama među česticama. Monodisperzni koloidi pružaju tu mogućnost.
Na primer, monodisperzni praškovi koloidnog silike se mogu dovoljno stabilizovati da se obezbedi visok stepen uređenosti u koloidnom kristalnom ili polikristalnom koloidnom čvrstom materijalu koji nastaje agregacijom. Stepen uređenosti je ograničen vremenom i prostorom koji su dozvoljeni za uspostavljanje korelacija većeg dometa.
Takve defektivne polikristalne koloidne strukture su osnovni elementi submikrometarske koloidne nauke o materijalima, i samim tim, pružaju prvi korak u razvoju rigoroznijeg razumevanja mehanizama koji su uključeni u mikrostrukturnu evoluciju u neorganskim sistemima kao što je polikristalna keramika.

### Samosastavljanje
Samosastavljanje je najčešći termin koji se u modernoj naučnoj zajednici koristi za opisivanje spontane agregacije čestica (atoma, molekula, koloida, micela itd), bez uticaja bilo kakvih spoljnih sila. Poznato je da se velike grupe takvih čestica sastavljaju u termodinamički stabilne, strukturno dobro definisane nizove, koji u znatnoj meri podsećaju na jedan od 7 kristalnih sistema koji se javljaju u metalurgiji i mineralogiji (npr. teseralno-kubni, kubno-centrirani, itd.). Temeljna razlika u ravnotežnoj strukturi je u prostornoj skali jedinične ćelije (ili parametra rešetke) u svakom konkretnom slučaju.
Tako se samosastavljanje pojavljuje kao nova strategija u hemijskoj sintezi i nanotehnologiji. Molekularno samosklapanje je primećeno u različitim biološkim sistemima i u osnovi je formiranja širokog spektra složenih bioloških struktura. Molekularni kristali, tečni kristali, koloidi, micele, emulzije, fazno razdvojeni polimeri, tanki filmovi i samostalno sastavljeni monoslojevi predstavljaju primere vrsta visoko uređenih struktura koje se dobijaju pomoću ovih tehnika. Prepoznatljiva karakteristika ovih metoda je samoorganizovanje u odsustvu bilo kakvih spoljnih sila.
Pored toga, osnovne mehaničke karakteristike i strukture biološke keramike, polimernih kompozita, elastomera i ćelijskih materijala se preispituju, sa naglaskom na bioinspirirane materijale i strukture. Tradicionalni pristupi usredotočeni su na metode dizajna bioloških materijala koji koriste konvencionalne sintetičke materijale. Ovo uključuje novu klasu mehanički superiornih biomaterijala zasnovanih na mikrostrukturnim karakteristikama i dizajnu koji se nalaze u prirodi. Novi horizonti su identifikovani u sintezi bioinspirisanih materijala kroz procese koji su karakteristični za biološke sisteme u prirodi. Ovo uključuje samostalno sklapanje komponenata na nano razmerama i razvoj hijerarhijskih struktura.

## Literatura
- Patel, Parimal J. (2000). „Transparent ceramics for armour and EM window applications”. Proceedings of SPIE. Inorganic Optical Materials II. 4102. стр. 1—14. doi:10.1117/12.405270.
- Harris, D.C., "Materials for Infrared Windows and Domes: Properties and Performance", SPIE PRESS Monograph, Vol. PM70 (Int. Society of Optical Engineers, Bellingham WA, 2009)  978-0-8194-5978-7
- Brinker, C.J.; Scherer, G.W. (1990). Sol-Gel Science: The Physics and Chemistry of Sol-Gel Processing. Academic Press. ISBN 978-0-12-134970-7.
- Hench, L.L.; West, J.K. (1990). „The Sol-Gel Process”. Chemical Reviews. 90: 33. doi:10.1021/cr00099a003.
- Klein, L. (1994). Sol-Gel Optics: Processing and Applications. Springer Verlag. ISBN 978-0-7923-9424-2.
- Schuh, Christopher; Nieh, T.G. (2002). „Hardness and Abrasion Resistance of Nanocrystalline Nickel Alloys Near the Hall-Petch Breakdown Regime” (PDF). Mater. Res. Soc. Symp. Proc. 740. doi:10.1557/PROC-740-I1.8. Архивирано из оригинала (PDF) 03. 05. 2017. г. Приступљено 01. 06. 2020.
- Chiang, Yet-Ming; Birnie, Dunbar P.; Kingery, W. David (maj 1996). Physical Ceramics: Principles for Ceramic Science and Engineering. John Wiley & Sons. ISBN 0-471-59873-9.
- Green, D.J.; Hannink, R.; Swain, M.V. (1989). Transformation Toughening of Ceramics. Boca Raton: CRC Press. ISBN 0-8493-6594-5.
- German, R.M. (1996). Sintering Theory and Practice. John Wiley & Sons, Inc. ISBN 0-471-05786-X.
- Kang, Suk-Joong L. (2005). Sintering (1st изд.). Oxford: Elsevier, Butterworth Heinemann. ISBN 0-7506-6385-5.